# Герреро, Лоренцо де Леон
Лоренцо Иглесиас де Леон Герреро (англ. Lorenzo Iglecias De Leon Guerrero; 25 января 1935, Сайпан, Тихоокеанские острова, США — 6 октября 2006, Сайпан, Содружество Северных Марианских Островов, США) — американский государственный деятель, губернатор Северных Марианских островов (1990—1994).

## Биография
В 1973—1976 гг. являлся вице-президентом судоходной компании Saipan Shipping Co. С 1978 по 1989 г. он работал на Филиппины, Микронезию и компанию Orient Navigation Co. С 1980 по 1989 г. он также был владельцем и управляющим компании Commonwealth Maritime Agency в Сайпане.
Начался свою политическую карьеру в Республиканской партии:
- 1972—1980 гг. — член Сената Северных Марианских островов,
- 1976 г. — председатель Конституционного конвента, разработавшего новый текст Основного закона,
- 1980—1982 гг. — президент Сената,
- 1983—1985 гг. — председатель Республиканской партии Содружества Северных Марианских Островов.

В 1990—1994 гг. — губернатор Содружества Северных Марианских Островов.